# Grand Prix automobile du Brésil 1996
GP précédent GP suivant
Le Grand Prix automobile du Brésil 1996 (Grande Prêmio do Brasil), disputé le 31 mars 1996 sur le Circuit d'Interlagos, est la 583e épreuve du championnat du monde de Formule 1 courue depuis 1950. Il s'agit de la dix-huitième édition du Grand Prix du Brésil comptant pour le championnat du monde de Formule 1, la quatorzième disputé à Interlagos, quartier de la ville de São Paulo, et la deuxième manche du championnat 1996.

## Essais libres

### Première séance, le vendredi
| Pos. | Pilote          | Voiture            | Chrono         | Écart     |
| ---- | --------------- | ------------------ | -------------- | --------- |
| 1    | Jean Alesi      | Benetton-Renault   | 1 min 19 s 240 |           |
| 2    | Gerhard Berger  | Benetton-Renault   | 1 min 19 s 879 | + 0 s 639 |
| 3    | Mika Häkkinen   | McLaren-Mercedes   | 1 min 20 s 696 | + 1 s 456 |
| 4    | David Coulthard | McLaren-Mercedes   | 1 min 20 s 938 | + 0 s 848 |
| 5    | Damon Hill      | Williams-Renault   | 1 min 20 s 938 | + 1 s 698 |
| 6    | Olivier Panis   | Ligier-Mugen-Honda | 1 min 21 s 006 | + 1 s 766 |

### Deuxième séance, le samedi
| Pos. | Pilote             | Voiture          | Chrono         | Écart     |
| ---- | ------------------ | ---------------- | -------------- | --------- |
| 1    | Damon Hill         | Williams-Renault | 1 min 17 s 959 |           |
| 2    | Jacques Villeneuve | Williams-Renault | 1 min 18 s 221 | + 0 s 262 |
| 3    | Rubens Barrichello | Jordan-Peugeot   | 1 min 18 s 480 | + 0 s 521 |
| 4    | Michael Schumacher | Ferrari          | 1 min 18 s 764 | + 0 s 805 |
| 5    | Mika Häkkinen      | McLaren-Mercedes | 1 min 18 s 908 | + 0 s 949 |
| 6    | Martin Brundle     | Jordan-Peugeot   | 1 min 19 s 085 | + 1 s 126 |

## Qualifications
| Pos.                                                                                      | No | Pilote                | Écurie             | Temps          | Écart     |
| ----------------------------------------------------------------------------------------- | -- | --------------------- | ------------------ | -------------- | --------- |
| 1                                                                                         | 5  | Damon Hill            | Williams-Renault   | 1 min 18 s 111 |           |
| 2                                                                                         | 11 | Rubens Barrichello    | Jordan-Peugeot     | 1 min 19 s 092 | + 0 s 981 |
| 3                                                                                         | 6  | Jacques Villeneuve    | Williams-Renault   | 1 min 19 s 254 | + 1 s 143 |
| 4                                                                                         | 1  | Michael Schumacher    | Ferrari            | 1 min 19 s 474 | + 1 s 363 |
| 5                                                                                         | 3  | Jean Alesi            | Benetton-Renault   | 1 min 19 s 484 | + 1 s 373 |
| 6                                                                                         | 12 | Martin Brundle        | Jordan-Peugeot     | 1 min 19 s 519 | + 1 s 408 |
| 7                                                                                         | 7  | Mika Häkkinen         | McLaren-Mercedes   | 1 min 19 s 607 | + 1 s 496 |
| 8                                                                                         | 4  | Gerhard Berger        | Benetton-Renault   | 1 min 19 s 762 | + 1 s 332 |
| 9                                                                                         | 15 | Heinz-Harald Frentzen | Sauber-Ford        | 1 min 19 s 799 | + 1 s 688 |
| 10                                                                                        | 2  | Eddie Irvine          | Ferrari            | 1 min 19 s 951 | + 1 s 840 |
| 11                                                                                        | 19 | Mika Salo             | Tyrrell-Yamaha     | 1 min 20 s 000 | + 1 s 889 |
| 12                                                                                        | 14 | Johnny Herbert        | Sauber-Ford        | 1 min 20 s 144 | + 2 s 033 |
| 13                                                                                        | 17 | Jos Verstappen        | Footwork-Hart      | 1 min 20 s 157 | + 2 s 046 |
| 14                                                                                        | 8  | David Coulthard       | McLaren-Mercedes   | 1 min 20 s 167 | + 2 s 056 |
| 15                                                                                        | 9  | Olivier Panis         | Ligier-Mugen-Honda | 1 min 20 s 426 | + 2 s 315 |
| 16                                                                                        | 18 | Ukyo Katayama         | Tyrrell-Yamaha     | 1 min 20 s 427 | + 2 s 316 |
| 17                                                                                        | 16 | Ricardo Rosset        | Footwork-Hart      | 1 min 20 s 440 | + 2 s 329 |
| 18                                                                                        | 10 | Pedro Diniz           | Ligier-Mugen-Honda | 1 min 20 s 873 | + 2 s 762 |
| 19                                                                                        | 21 | Tarso Marques         | Minardi-Ford       | 1 min 21 s 421 | + 3 s 310 |
| 20                                                                                        | 20 | Pedro Lamy            | Minardi-Ford       | 1 min 21 s 491 | + 3 s 380 |
| 21                                                                                        | 22 | Luca Badoer           | Forti-Ford         | 1 min 23 s 174 | + 5 s 063 |
| 22                                                                                        | 23 | Andrea Montermini     | Forti-Ford         | 1 min 23 s 454 | + 5 s 343 |
| Temps minimal à réaliser pour la qualification : 1 min 23 s 579 (107 % de 1 min 18 s 111) |    |                       |                    |                |           |

- Pedro Diniz, auteur du dix-huitième temps des qualifications, voit son temps de qualification annulé après un départ « à la poussette ». Il s'élance de la vingt-deuxième place sur la grille de départ.
- Tarso Marques, auteur du vingtième temps des qualifications, voit son temps de qualification annulé pour ne pas s'être présenté au pesage ; il part de la vingt-et-unième place sur la grille de départ après le déclassement de Diniz.

## Warm up, le dimanche matin
| Pos. | Pilote             | Voiture          | Chrono         | Écart     |
| ---- | ------------------ | ---------------- | -------------- | --------- |
| 1    | Martin Brundle     | Jordan-Peugeot   | 1 min 20 s 258 |           |
| 2    | Jacques Villeneuve | Williams-Renault | 1 min 20 s 284 | + 0 s 026 |
| 3    | Mika Häkkinen      | McLaren-Mercedes | 1 min 20 s 292 | + 0 s 034 |
| 4    | Rubens Barrichello | Jordan-Peugeot   | 1 min 20 s 296 | + 0 s 038 |
| 5    | Michael Schumacher | Ferrari          | 1 min 20 s 310 | + 0 s 052 |
| 6    | Jean Alesi         | Benetton-Renault | 1 min 20 s 523 | + 0 s 265 |

## Course

### Classement
| Pos. | No | Pilote                | Écurie             | Tours | Temps/Abandon                      | Grille  | Points |
| ---- | -- | --------------------- | ------------------ | ----- | ---------------------------------- | ------- | ------ |
| 1    | 5  | Damon Hill            | Williams-Renault   | 71    | 1 h 49 min 52 s 976 (167,674 km/h) | 1       | 10     |
| 2    | 3  | Jean Alesi            | Benetton-Renault   | 71    | + 17 s 982                         | 5       | 6      |
| 3    | 1  | Michael Schumacher    | Ferrari            | 70    | + 1 tour                           | 4       | 4      |
| 4    | 7  | Mika Häkkinen         | McLaren-Mercedes   | 70    | + 1 tour                           | 7       | 3      |
| 5    | 19 | Mika Salo             | Tyrrell-Yamaha     | 70    | + 1 tour                           | 11      | 2      |
| 6    | 9  | Olivier Panis         | Ligier-Mugen-Honda | 70    | + 1 tour                           | 15      | 1      |
| 7    | 2  | Eddie Irvine          | Ferrari            | 70    | + 1 tour                           | 10      |        |
| 8    | 10 | Pedro Diniz           | Ligier-Mugen-Honda | 69    | + 2 tours                          | 22      |        |
| 9    | 18 | Ukyo Katayama         | Tyrrell-Yamaha     | 69    | + 2 tours                          | 16      |        |
| 10   | 20 | Pedro Lamy            | Minardi-Ford       | 68    | + 3 tours                          | 18      |        |
| 11   | 22 | Luca Badoer           | Forti-Ford         | 67    | + 4 tours                          | 19      |        |
| 12   | 12 | Martin Brundle        | Jordan-Peugeot     | 64    | Sortie de piste                    | 6       |        |
| Abd. | 11 | Rubens Barrichello    | Jordan-Peugeot     | 59    | Sortie de piste                    | 2       |        |
| Abd. | 15 | Heinz-Harald Frentzen | Sauber-Ford        | 36    | Moteur                             | 9       |        |
| Abd. | 8  | David Coulthard       | McLaren-Mercedes   | 29    | Sortie de piste                    | 14      |        |
| Abd. | 14 | Johnny Herbert        | Sauber-Ford        | 28    | Moteur                             | Pitlane |        |
| Abd. | 6  | Jacques Villeneuve    | Williams-Renault   | 26    | Sortie de piste                    | 3       |        |
| Abd. | 4  | Gerhard Berger        | Benetton-Renault   | 26    | Panne hydraulique                  | 8       |        |
| Abd. | 23 | Andrea Montermini     | Forti-Ford         | 26    | Sortie de piste                    | 20      |        |
| Abd. | 16 | Ricardo Rosset        | Footwork-Hart      | 24    | Sortie de piste                    | 17      |        |
| Abd. | 17 | Jos Verstappen        | Footwork-Hart      | 19    | Moteur                             | 13      |        |
| Abd. | 21 | Tarso Marques         | Minardi-Ford       | 0     | Sortie de piste                    | 21      |        |

### Pole position et record du tour
Damon Hill part en pole position pour la douzième fois de sa carrière, sa deuxième à Interlagos et la première de la saison. Il réalise également le quinzième meilleur tour de sa carrière, son premier sur ce tracé et son premier de la saison. En y ajoutant sa victoire, il réalise le quatrième hat-trick de sa carrière, son premier au Brésil et son premier de la saison.
- Pole position :  Damon Hill (Williams-Renault) en 1 min 18 s 111 (vitesse moyenne : 199,332 km/h)[5].
- Meilleur tour en course :  Damon Hill (Williams-Renault) en 1 min 21 s 547 au 65e tour (vitesse moyenne : 190,933 km/h)[6].

### Tours en tête
- Damon Hill : 68 tours (1-39 / 43-71)[7].
- Jean Alesi : 3 tours  (40-42)

## Classements généraux à l'issue de la course
| Pos. | Pilote             | Écurie             | Points |
| ---- | ------------------ | ------------------ | ------ |
| 1    | Damon Hill         | Williams-Renault   | 20     |
| 2    | Jean Alesi         | Benetton-Renault   | 6      |
| 3    | Jacques Villeneuve | Williams-Renault   | 6      |
| 4    | Mika Häkkinen      | McLaren-Mercedes   | 5      |
| 5    | Eddie Irvine       | Ferrari            | 4      |
| 6    | Michael Schumacher | Ferrari            | 4      |
| 7    | Gerhard Berger     | Benetton-Renault   | 3      |
| 8    | Mika Salo          | Tyrrell-Yamaha     | 3      |
| 9    | Olivier Panis      | Ligier-Mugen-Honda | 1      |

| Pos. | Écurie             | Points |
| ---- | ------------------ | ------ |
| 1    | Williams-Renault   | 26     |
| 2    | Benetton-Renault   | 9      |
| 3    | Ferrari            | 8      |
| 4    | McLaren-Mercedes   | 5      |
| 5    | Tyrrell-Yamaha     | 3      |
| 6    | Ligier-Mugen-Honda | 1      |

## Statistiques
Le Grand Prix du Brésil 1996 représente :
- la 12e pole position de sa carrière pour Damon Hill[9] ;
- la 15e victoire pour de sa carrière Damon Hill[10] ;
- le 4e hat trick pour Damon Hill[11] ;
- la 85e victoire pour Williams en tant que constructeur[12] ;
- la 76e victoire pour Renault en tant que motoriste[13] ;
- le 1er départ en Grand Prix pour Tarso Marques.

Au cours de ce Grand Prix :
- Johnny Herbert a pris le départ depuis la ligne des stands avec son mulet à la suite de problèmes électriques.
- Damon Hill passe la barre des 4 000 km en tête d'un Grand Prix (4 028 km en tête)[14] ;